# アルゲウス山

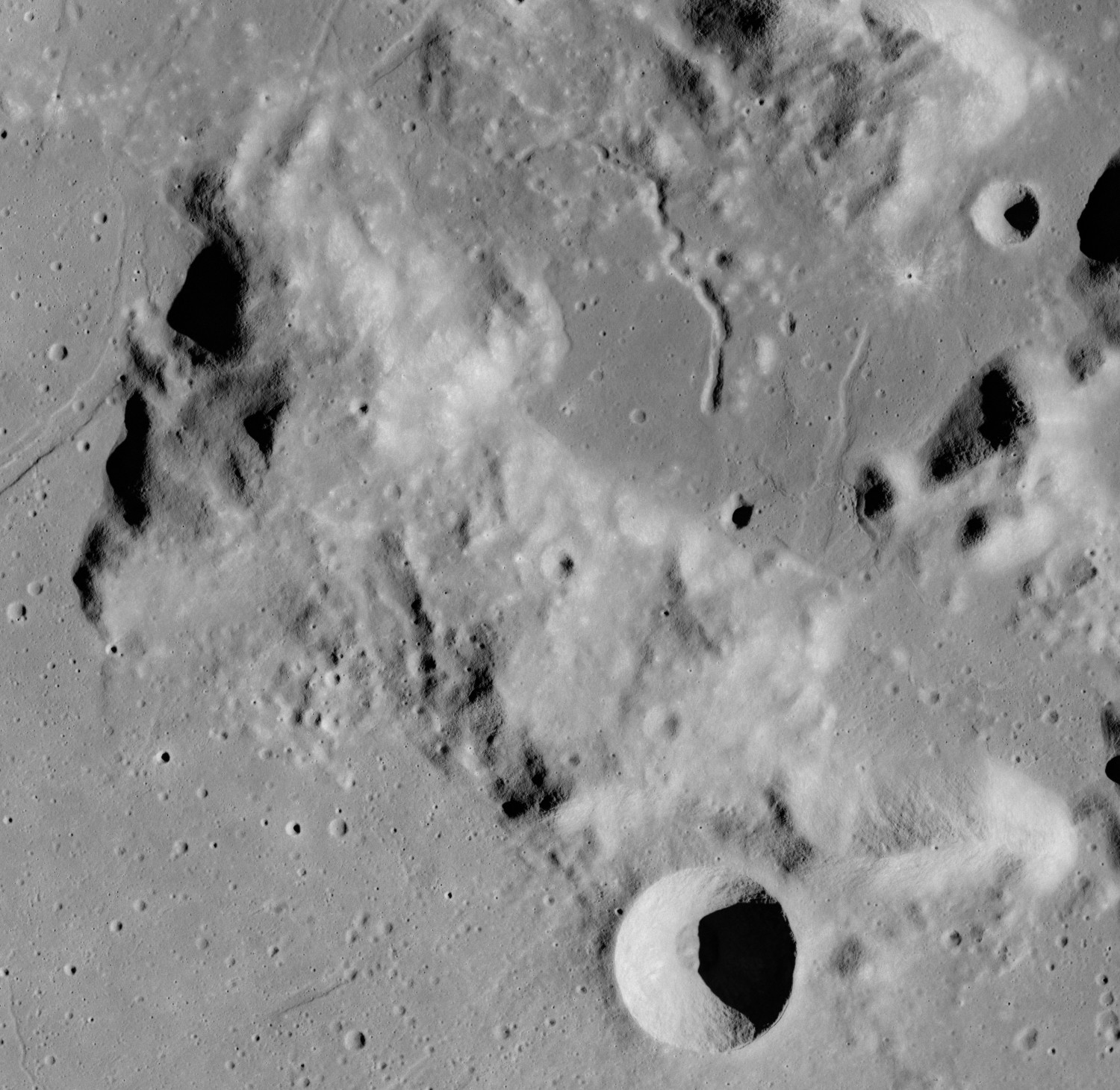
アポロ17号から撮影

アルゲウス山(Mons Argaeus)は、南東方向の長さが50kmの月の山である。月面座標は北緯19.0°、東経29.0°に位置し、南東で晴れの海と接している。アポロ17号は、アルゲウス山の東のタウルス＝リットロウ谷に着陸した。
トルコのエルジェス山のラテン語名に因んで名付けられ、1935年に国際天文学連合によって正式に認められた。